# Пламен Чаров
Пламен Иванов Чаров е български актьор.

## Биография
Роден е в град Казанлък на 6 март 1911 г.
Приет е с конкурс в Народния театър (1931 – 1980).
Умира на 15 септември 1983 г.

## Награди и отличия
- Заслужил артист (1969)
- Народен артист (1979)
- Орден „Кирил и Методий“ – II степен (1954)

## Театрални роли
- „Хамлет“ – Хорацио
- „Училище за жени“ – Орас
- „Иванко“ (Васил Друмев) – Асен
- „Службогонци“ – майор Балтов

## Филмография
| Година      | Филми и Сериали                | Серии | Копродукции       | Роля                                                                   |
| ----------- | ------------------------------ | ----- | ----------------- | ---------------------------------------------------------------------- |
| 1981        | Ударът                         |       |                   | Кимон Георгиев                                                         |
| 1976        | Един наивник на средна възраст | 2     |                   |                                                                        |
| 1974        | Бразилска мелодия              | 2     |                   | Личев                                                                  |
| 1970        | Цитаделата отговори            |       |                   |                                                                        |
| 1969 – 1971 | На всеки километър             | 26    |                   | (в 12-а серия: „Рицарският кръст“ – 1969)                              |
| 1969        | Цар Иван Шишман                |       |                   |                                                                        |
| 1969        | Галилео Галилей – („Galileo“)  |       | Италия / България | духовник                                                               |
| 1967        | С пагоните на дявола           | 5     |                   | генерал Клауст, шеф на немското разузнаване (в 4 серии: I, II, III, V) |
| 1957        | Хайдушка клетва                |       |                   |                                                                        |
| 1938        | Страхил войвода                |       |                   |                                                                        |
| 1934        | Песента на Балкана             |       |                   | Велин                                                                  |